# Calathea venusta
Calathea venusta är en strimbladsväxtart som beskrevs av H.A.Kenn. Calathea venusta ingår i släktet Calathea och familjen strimbladsväxter. Inga underarter finns listade.